# حليمة جادجي
حليمة جادجي عارضة أزياء وممثلة مغربية جزائرية سنغالية  ولدت عام 1989 في داكار (السنغال). وهي معروفة بأدائها لدور مريم في مسلسل "عشيقة رجل متزوج" المنتج من قبل مارودي تي في.

## النشأة
نشأت حليمة جادجي في المجتمع المغربي في السنغال، حيث أن والدتها من أصل مغربي جزائري ووالدها سنغالي. درست في السنغال، ولكنها لم تتقدم كثيرًا في تعليمها بسبب رسوبها وإعادتها لأعوام دراسية أكثر من مرة. ذلك جعلها تقرر ترك دراستها في السنة الثانية من المدرسة الإعدادية لتحقيق حلمها في أن تصبح ممثلة.
شقيقها، كادر جادجي، هو أيضًا ممثل. يشاركها دور بيرام في مسلسل "عشيقة رجل متزوج". وهي أم لطفلة ولدت في عام  2020.

## مسيرتها المهنية
لم تكن بدايات حليمة في مجال الإعلام سهلة، بسبب مشكلة في النطق. وتعرضت للرفض عدة مرات خلال جلسات الاختبارات التي بدأت فيها عند سن الخامسة عشرة. و لكنها من خلال منصات التعبير الفني مثل واخ آرت، بدأت كعارضة أزياء للعلامات التجارية والمجلات الفوتوغرافية. على مر السنين، توالت إعلاناتها التلفزيونية. وتتميز بداياتها في مجال السينما بدورها في فيلم "توندو وندو" للمخرج عبد الله ون، بالإضافة إلى مسلسل "ساخو ومانجاني" الذي أخرجه جان لوك هيربولو. ويمكن مشاهدة هذا المسلسل على منصة نيتفليكس.
بشكل مفاجئ، اكتشفها الجمهور العالمي من خلال دورها الرئيسي في مسلسل "عشيقة رجل متزوج" الذي كانت تلعب فيه شخصية "ماريم ديال"، عشيقة شيخ، رجل أعمال في مجال العقارات، متزوج من لالة.
في البداية، لم تحب حليمة طابع شخصية "ماريم" التي بدت لها "متكبرة جدًا"، وكانت تفضل أداء دور راكي سو. و ذلك لأنها غالبًا ما تتعرض لانتقادات من الأشخاص الذين يخلطونها و يخلطون بين شخصيتها و الشخصية التي تلعبها و يعيبون عليها أنها تقدم أمثلة سيئة. ولكن ردود الأفعال التي أثارها الفيلم جعلها تكتشف عن اختلاف نظرة المجتمع للرجل و المرأة عندما يتعلق الأمل بممارسة علاقات جنسية.
فازت بجائزة أفضل تجسيد نسائي في جوائز سوتيجوي لعام 2020.

## مسلسلات
شاركت حليمة جادجي في عدد من المسلسلات، بما في ذلك:
1. "Seybi 2.0"، وهو مسلسل قصير عرض على قناة TV1Africa، حيث قامت بدور آيشة.
2. "Tundu Wundu" للمخرج عبد الله ون، حيث لعبت دورًا في العمل.
3. "Sakho & Mangane" للمخرج جان لوك هيربولو، حيث قدمت دورًا يدعى أوا.
4. "Maîtresse d'un homme marié" للمخرجة كاليستا سي، حيث أدت دور ماريم ديال.
5. "Le futur est à nous" للمخرجة سامانثا بيفوت وأوليفيه سولزنجر، حيث لعبت دور أبي كونان.

## فيلم وثائقي
في عام 2021، في فيلم "لا تسموني نارًا"، وهو وثائقي أخرجه وليد خليفي وأنتجته وكالة أنزول، تناقش حليمة جادجي قضايا الصحة العقلية والاكتئاب والصدمات، وكذلك قضايا الهوية والعرق وتجربة النمو بين ثقافتين.